# Jurisprudência dos interesses
A jurisprudência dos interesses foi a segunda sub-corrente do positivismo jurídico, segundo a qual a norma escrita deve refletir interesses, quando de sua interpretação. Seu principal representante foi Philipp Heck.

## Características
O positivismo jurídico, escola que, a partir do final do Século XIX, caracteriza o direito como de fonte dogmática (imposição do próprio homem) teve esta fase após a Jurisprudência dos conceitos. Na jurisprudência dos interesses, interpreta-se a norma, basicamente, tendo em vista as finalidades às quais esta se destina.
Caracteriza-se esta escola pela ideia de obediência à lei e subsunção como conflito de interesses em concreto e em abstrato, devendo prevalecer os interesses necessários à manutenção da vida em sociedade, materializados nessa mesma lei. É, pois, uma escola de cunho nitidamente teleológico.